# Escultura sonora
Una escultura   sonora (relacionado con arte sonoro e instalación sonora) es una forma de arte intermedia en la que una escultura o cualquier objeto produce sonido (puede ser música, efectos de sonido, sonidos de la naturaleza, etc.), o a la inversa (cuando el sonido se manipula de una manera tal que crea una escultura, o da forma, temporal o permanente, a un cuerpo). Frecuentemente, los artistas que producen escultura sonora surgen de las artes visuales o de la composición musical, antes de dedicarse directamente escultura sonora. La cimática y el arte cinético han influido en la escultura sonora. La escultura sonora es a veces una obra de arte para un sitio específico (site-especific).

Este arte nació en los años sesenta como una experimentación musical que intentaba explorar todas posibilidades del sonido, pero no fue hasta los años ochenta cuando, por fin, se clasificaron estas obras como Arte Sonoro.

## Galería de imágenes

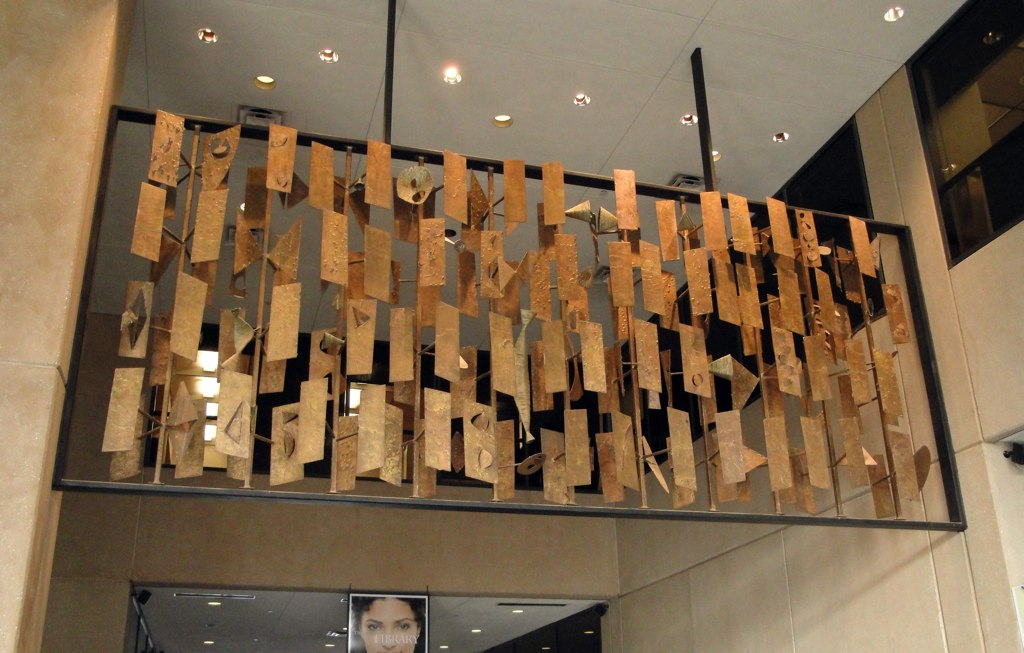
Harry Bertoia, Textured Pantalla, 1954
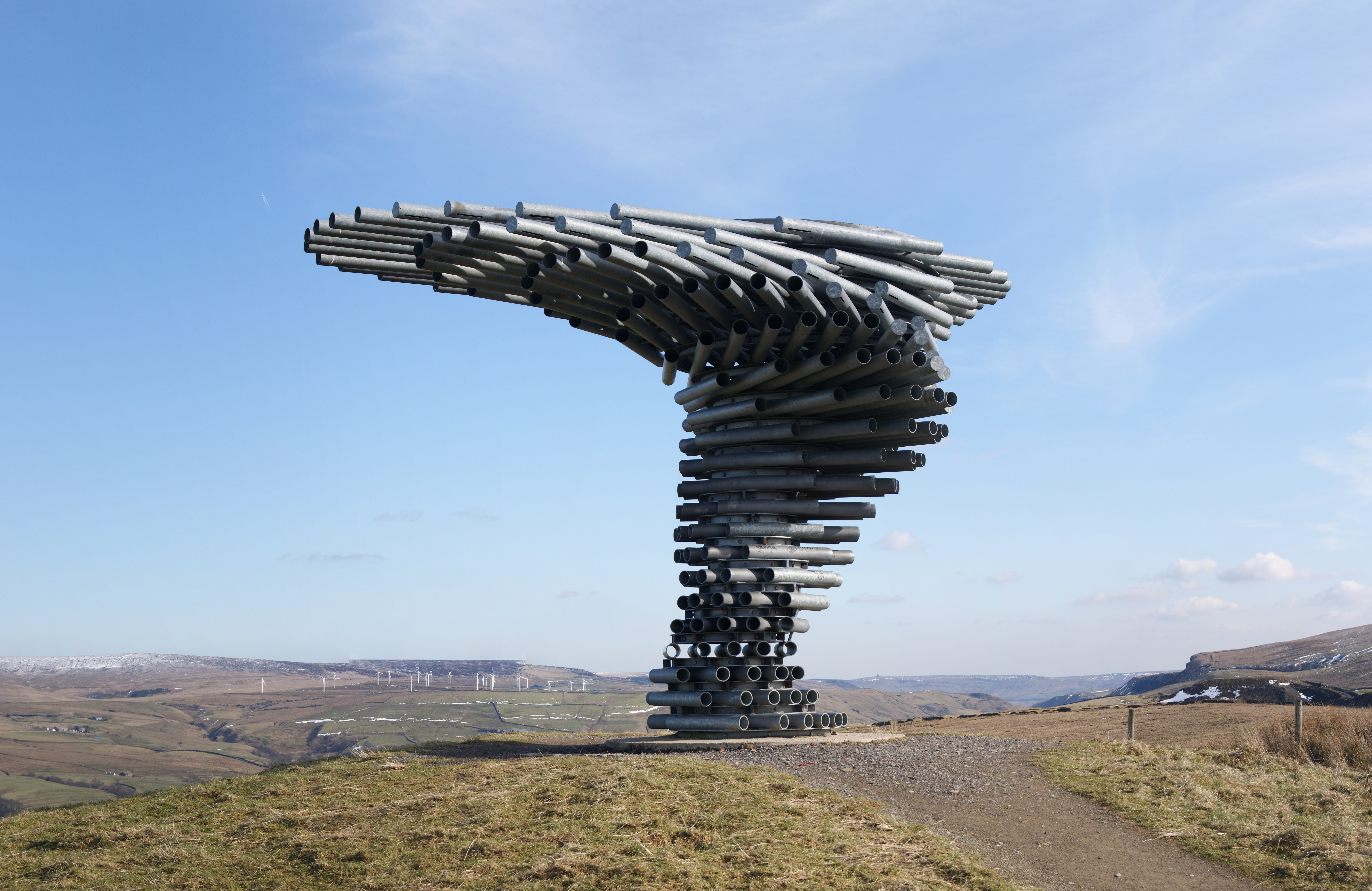
Singing Ringing Tree, 2006
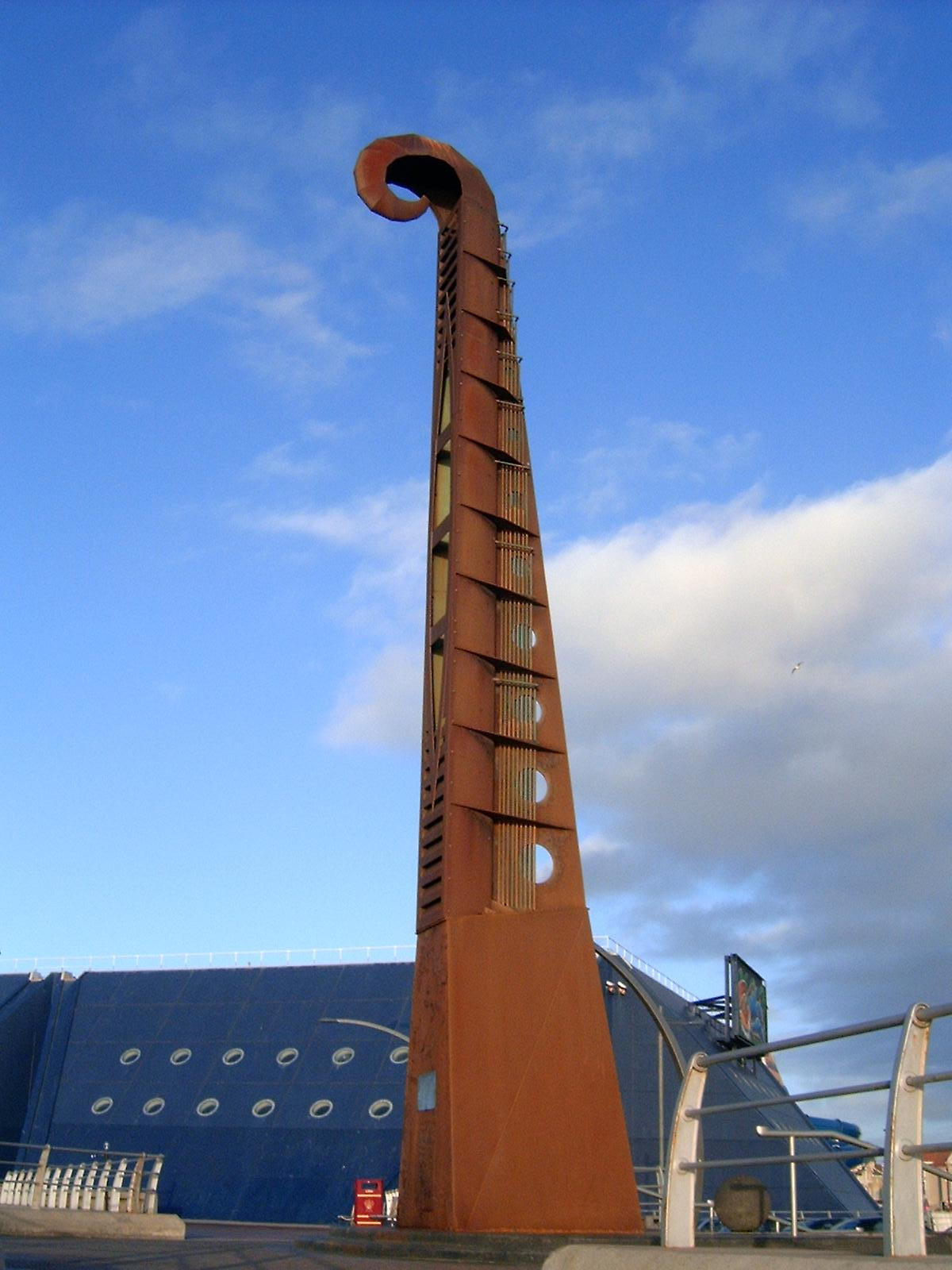
El Blackpool Órgano de Pleamar
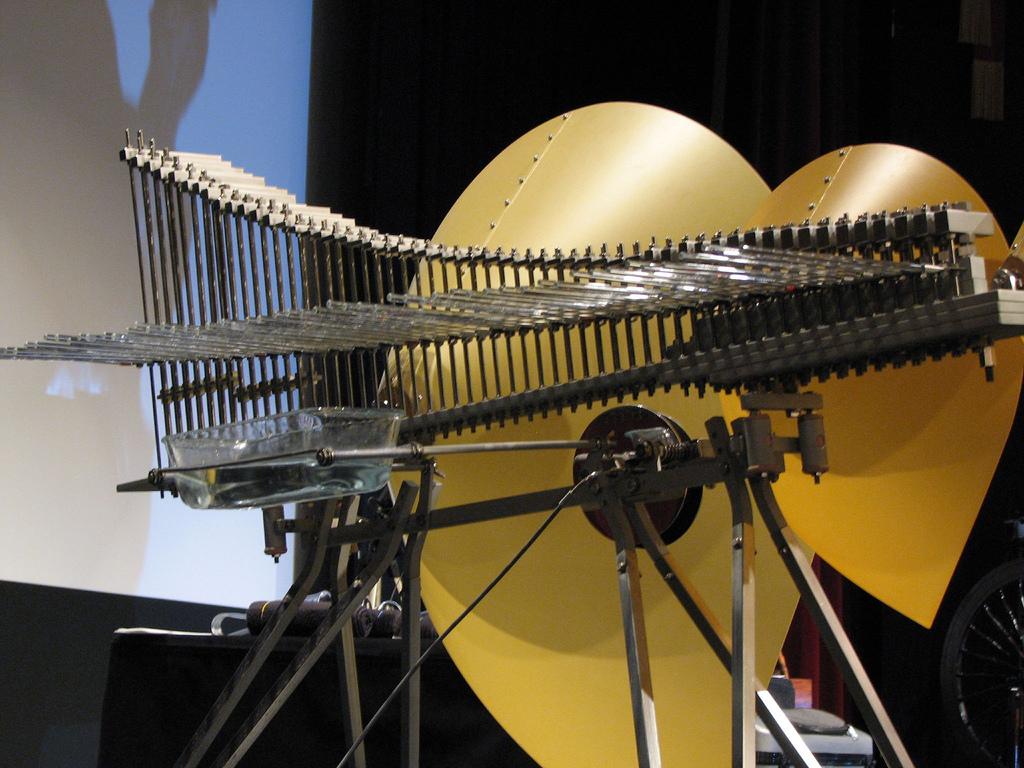
La Cristal Baschet
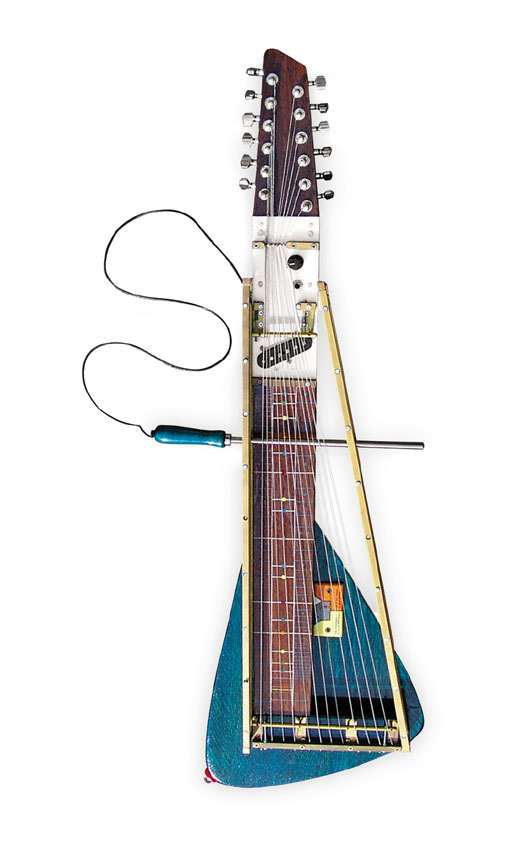
Yuri Landman, Moodswinger, 2006
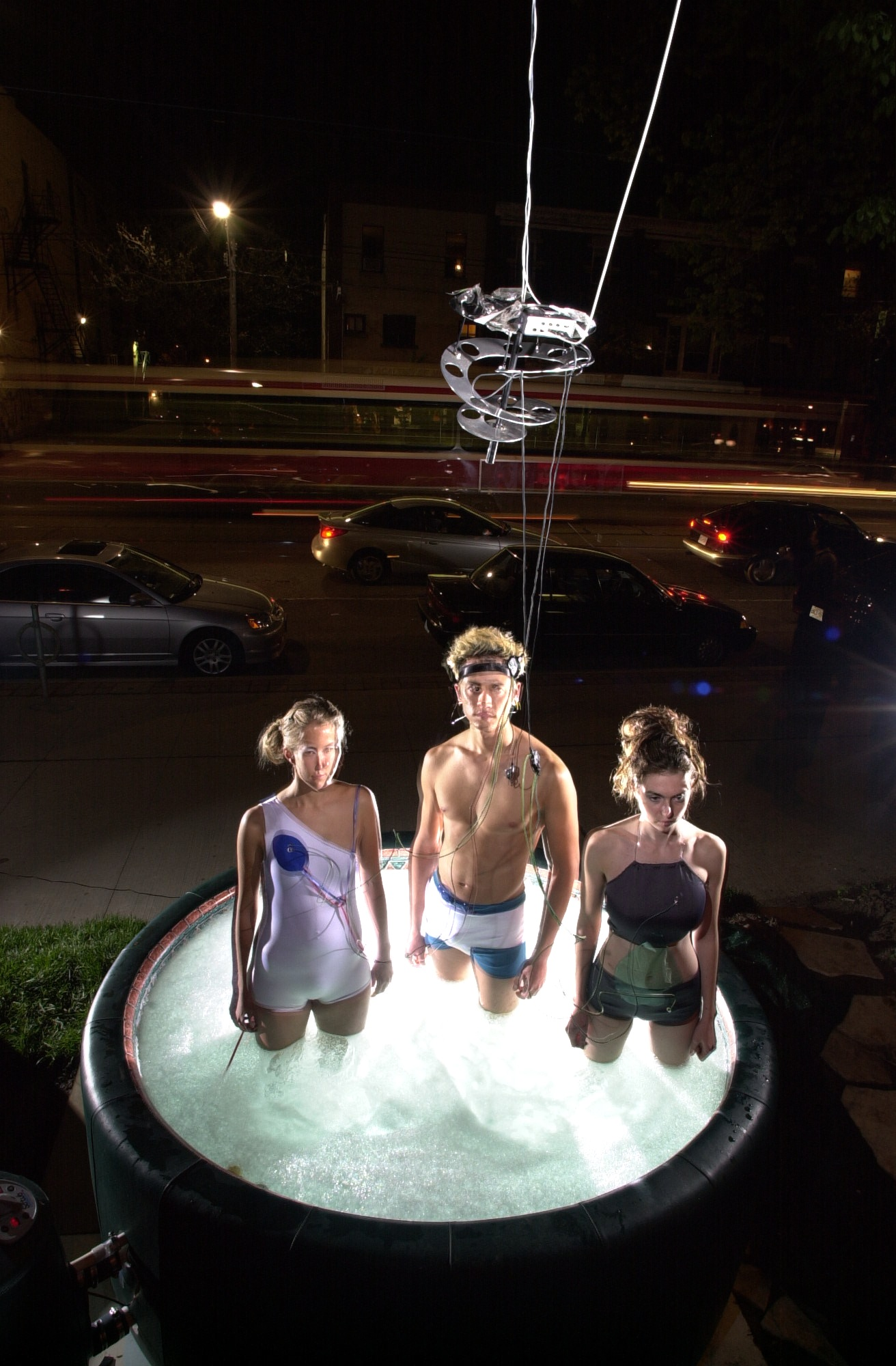
2 electrocardiophones & electroencephalophone
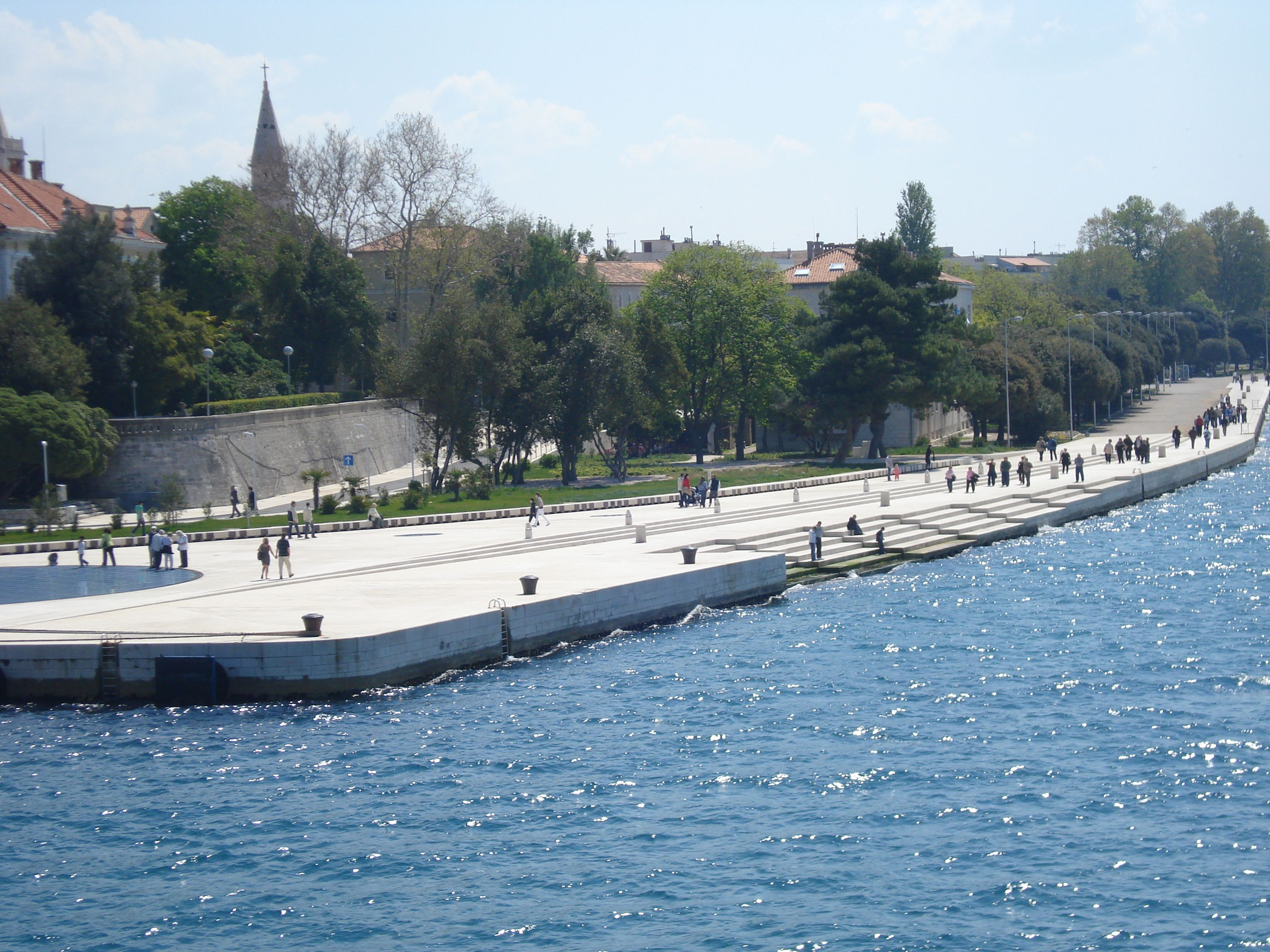
Bašić órgano de mar

## Leer más
- Paul Panhuysen (Ed.) (1986). Echo : the images of sound. Eindhoven: Apollohuis. ISBN 90-71638-03-0.
- John Grayson (1975). Sound sculpture : a collection of essays by artists surveying the techniques, applications, and future directions of sound sculpture. Vancouver: A.R.C. Publications. ISBN 0-88985-000-3.

- Datos: Q2236597
- Multimedia: Sound sculptures / Q2236597